# Jää alati mu kätte
"Jää alati mu kätte" é o primeiro single do projeto solo da cantora estoniana Merili Varik, ex-vocalista do Agent M.

## Faixas
| N.º | Título               | Compositor(es) | Duração |  |
| 1.  | "Jää alati mu kätte" | Merili Varik   | 4:35    |  |

## Desempenho nas paradas musicais
| Paradas musicais      | Melhor Posição |
| --------------------- | -------------- |
| Estônia: Eesti Top 10 | 9              |